# 平周県 (山西省)
平周県（へいしゅう-けん）は、中華人民共和国山西省にかつて存在した県。現在の介休市西部に相当する。
前漢により設置され、後漢末に廃止された。